# Колібрі-шаблекрил вилохвостий
Колі́брі-шаблекри́л вилохвостий (Eupetomena macroura) — вид серпокрильцеподібних птахів родини колібрієвих (Trochilidae). Мешкає в Південній Америці.

## Опис

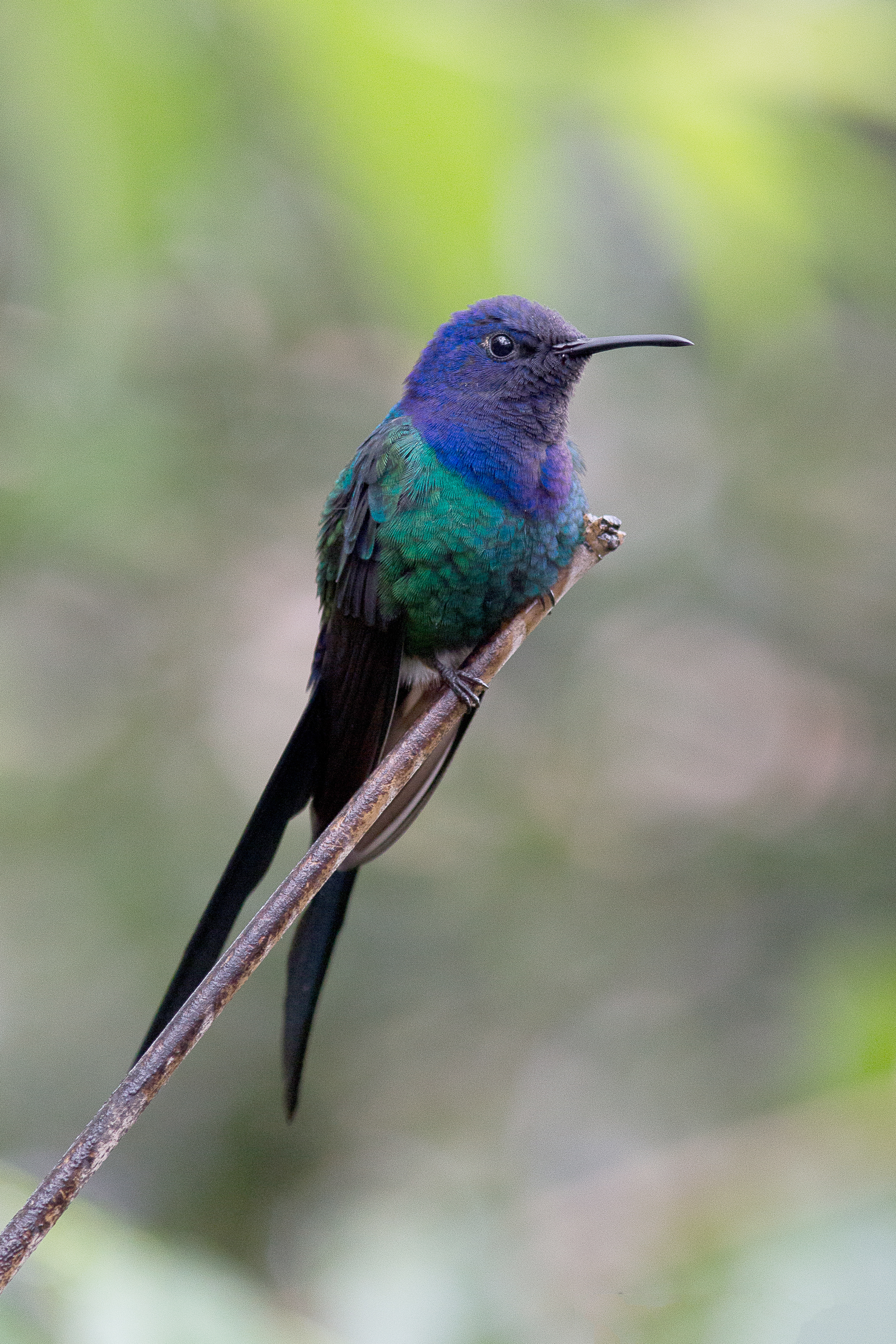
Вилохвостий колібрі-шаблекрил

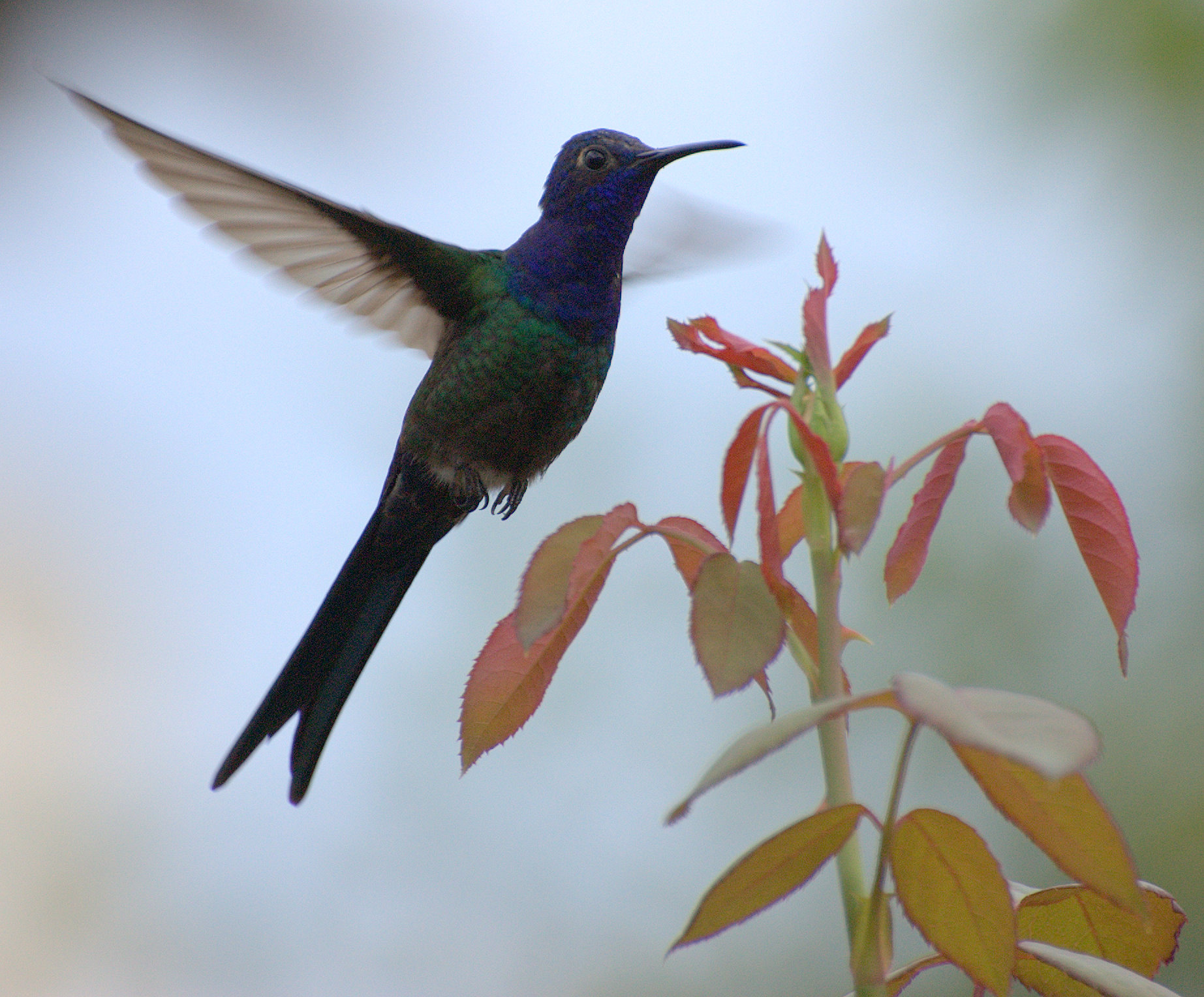
Вилохвостий колібрі-шаблекрил в польоті

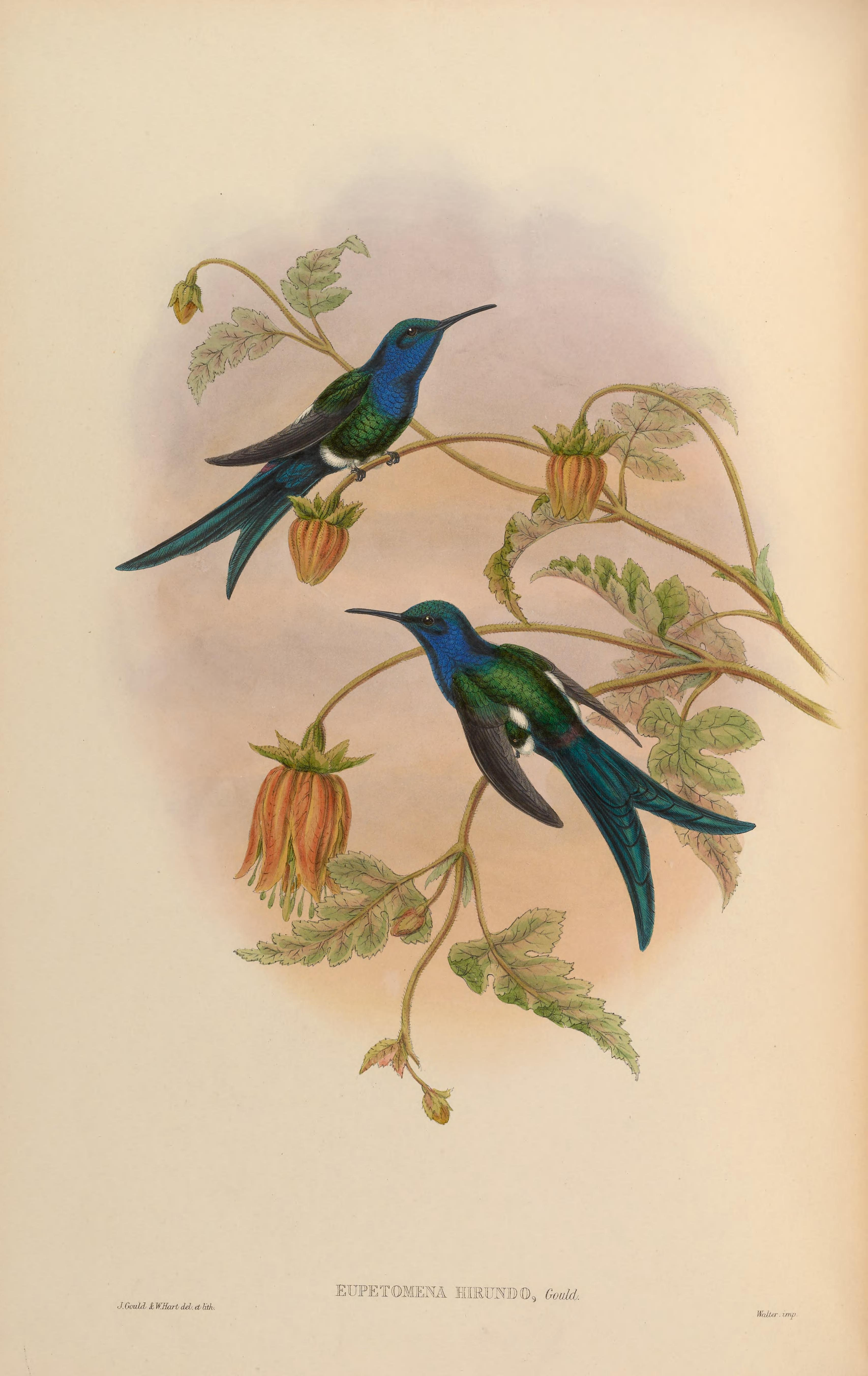
Вилохвості колібрі-шаблекрили

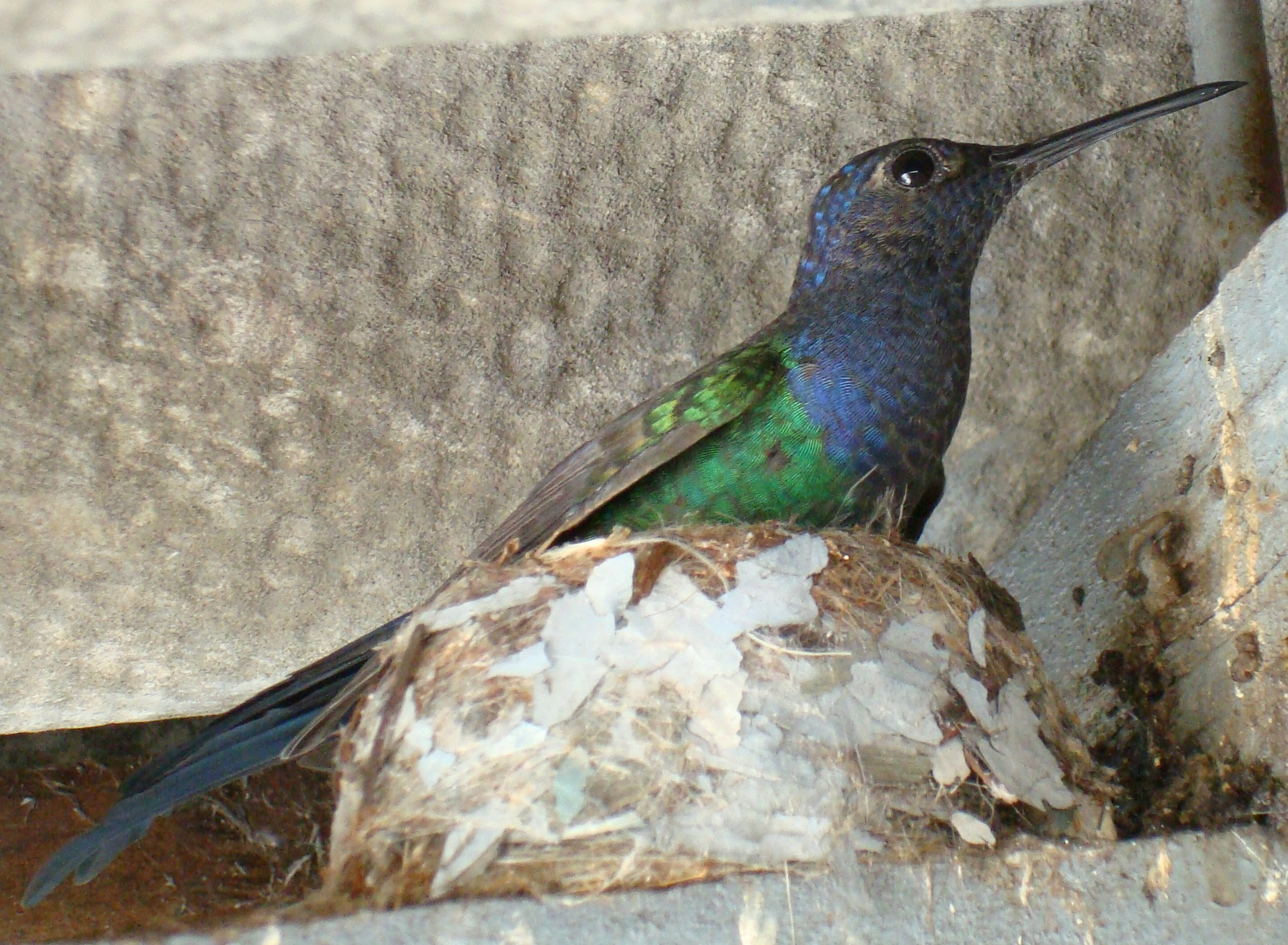
Вилохвостий колібрі-шаблекрил на гнізді

На більшій частині свого ареалу вилохвості колібрі-шаблекрили є найбільшими представниками родини колібрієвих. Їх довжина становить 15-17 см, самці важать 8 г, самиці 6 г. Довжина крила становить 78 мм, хвоста 90 мм, дзьоба 21 мм. Голова, шия і груди темно-фіолетово-сині. Спина, покривні пера крил і нижня частина тіла темно-зелена, блискучі. Хвіст глибоко роздвоєний. Верхні покривні пера хвоста темно-бордові, стернові пера і нижні покривні пера хвоста сталево-сині. Крила чорно-фіолетові. Дзьоб і лапи чорні. Самиці дещо менші за самців, забарвлення у них дещо більш тьмяне. У молодих птахів пера на голові і спині мають коричневі краї.
Представники різних підвидів вирізняються за відтінком оперення: його сині частини варіюються від синьо-зеленого до ультрамаринового, а зелені від золотисто-бронзово-зеленого до темно-зеленого або синьо-зеленого. Представники підвиду E. m. hirundo мають переважно тьмяно-синє забарвлення, хвіст у них менш глибоко роздвоєний. Представники підвиду E. m. simoni ще більш сині: сині частини оперення у них мають темно-синій відтінок, а зелені — синьо-зелений. Представники підвиду E. m. boliviana мають найбільш зелене забарвлення: голова у них більш зелена, ніж спина, а зелені частини оперення мають яскраво-зелений відтінок. Представники підвиду E. m. cyanoviridis також переважно зелені, сині частини оперення у них мають синьо-зелений відтінок, а зелені — золотисто-бронзово-зелений.

## Таксономія
Вилохвостий колібрі-шаблекрил був описаний німецьким натуралістом Йоганном Фрідріхом Гмеліном у 1788 році, в його розширеному і виправленому виданні «Systema Naturae» Карла Ліннея. Він помістив його разом з іншими колібрі в рід Trochilus, надав йому біномінальну назву Trochilus macrourus і вказав Ямайку як типове місцезнаходження. При описі виду, Гмелін цитував більш ранніх авторів, зокрема Ганса Слоуна, який у 1725 році описав і проілюстрував колібрі з Ямайки і Матюрена Жака Бріссона, який у 1760 році описав і проілюстрував колібрі з Каєнни (Французька Гвіана). У 1929 році Карл Едуард Геллмайр стверджував, що Гмелін об'єднав два різні види, і що його опис підходить до опису каєннського колібрі, описаного Бріссоном. Колібрі з Ямайки, якого описував Слоун, ймовірно, був вимпелохвостий колібрі. Через це Геллмайр змінив типове місцезнаходження вилохвостого колібрі-шаблекрила на Каєнну. Наразі цей вид науковці відносять до роду Eupetomena, введеного англійським орнітологом Джоном Гульдом у 1853 році.

## Підвиди
Виділяють п'ять підвидів:
- E. m. macroura Gould, 1848 — від Гвіани до північної, центральної і південно-східної Бразилії і Парагваю;
- E. m. simoni Gould, 1848 — північний захід Бразилії (від південного Мараньяна, Піауї і Сеари до Мінас-Жерайса);
- E. m. cyanoviridis Gould, 1848 — південний схід Бразилії (гори Серра-ду-Мар на півдні Сан-Паулу);
- E. m. hirundo Gould, 1848 — локально на сході Перу;
- E. m. boliviana Gould, 1861 — північний захід Болівії (Бені).

## Поширення і екологія
Вилохвості колібрі-шаблекрили мешкають в Бразилії, Болівії, Перу, Суринамі, Парагваї і Аргентині. Вони живуть переважно в саванах і рідколіссях, зокрема в бразильській каатингі і серрадо. Ці птахи уникають вологих тропічних лісів Амазонії, і поширені лише на південних і західних окраїнах цього регіону, у відносно відкритих місцевостях в гирлі Амазонки, зокрема на острові Маражо і вверх проти течії до гирла Тапажоса, а також в ізольованих лісових або саваноподібних анклавах на південному сході Перу (у верхів'ях Урубамби, в місцевості, відомій як «амазонійська каатинга»), на півдні Суринаму (в саванах Сипалівіні) в центральній Бразилії і північній Болівії. Також вилохвості колібрі-шаблекрили живуть в інших напіввідкритих природних середовищах, зокрема в парках і садах, навіть у таких великих містах, як Ріо-де-Жанейро і Сан-Паулу. Вони зустрічаються переважно в низовинах, місцями на висоті до 1800 м над рівнем моря.
Вилохвості колібрі-шаблекрили живляться нектаром різноманітних квітучих рослин, зокрема з родин бобових, геснерієвих, мальвових, миртових, маренових і епіфітних бромелієвих, а також комахами, яких ловлять в польоті. Відвідують годівниці для колібрі. Агресивно захихають кормові території, навіть від птахів, більших за них самих, зокрема від польових деколів, бразильських пай, товстодзьобих ані і коричневих талпакоті. Якось дослідники спостерігали, як вилохвостий колібрі-шаблекрил нападав на прерієвого канюка, більшого за нього у сто разів.
Вилохвості колібрі-шаблекрили розмножуються протягом всього року. Самці виконують перед самицями демонстраційні польоти і переслідують їх в повітрі, якщо ж ті відповідають взаємністю, то птахи виконують парні зигзагоподібні польоти. Гніздо чашоподібне, робиться з рослинних волокон і павутиння, зовні покривається лишайником і мохом, прикріплюється до горизонтальної гілки невисокого дерева, зазвичай на висоті до 3 м над землею, іноді на висоті 15 м над землею. В кладці 2 білих яйця. Інкубаційний період триває 15-16 днів, пташенята покидають гніздо через 22—24 дні після вилуплення. Вони стають повністю самостійними ще через 2—3 тижні. За сезон може вилупитися два видки. Птахи набувають статевої зрілості у віці 1—2 років.